# Georg Nückles
Georg Nückles (* 14. května 1948) je bývalý západoněmecký atlet, halový mistr Evropy v běhu na 400 metrů z roku 1972.

## Sportovní kariéra
Specializoval se na trať 400 metrů. Na halovém mistrovství Evropy v roce 1972 v této disciplíně zvítězil. Zároveň byl členem stříbrné západoněmecké štafety na 4x2 kola. Ve stejné sezóně startoval na olympiádě v Mnichově. V běhu na 400 metrů nepostoupil z semifinále.